# 高河原貞盛
高河原 貞盛（たかがはら さだもり 生没年不詳）は、室町時代末期から安土桃山時代の紀伊国牟婁郡の土豪。虎城山城（古座浦城、現和歌山県東牟婁郡串本町）主。通称は摂津守。父は高河原元盛、子に家盛、庄兵衛有盛。高河原氏は平清盛の嫡孫維盛の子孫（阿波忌部氏の流れをくむという説もある）。

## 略歴
父の死後、家督を継ぐと伊勢国司北畠具教に仕えて紀伊熊野地方で勢力があった堀内氏と争った。1571年（元亀2年）、堀内氏虎に攻められ、小山隆友ら近隣領主に援軍を頼んでこれを破り、堀内方の要衝であった佐部城（現串本町佐部）を奪取した。
1576年（天正4年）、北畠氏が織田信長によって滅ぼされると織田家に仕えたが、石山本願寺攻めには実際本願寺派に付き織田方とは敵対関係にあった。しかしその後滝川一益の配下として戦功を立てた。おそらく有岡城攻略にて軍功有り1579年（天正7年）摂津国武庫郡守部村を拝領、よって次男庄兵衛有盛を派遣した。堀内氏善が勝山城に侵攻し、色川盛直の援軍として駆けつけて撃退に成功している。1581年（天正9年）、虎城山に居城となる虎城山城を築城した。

## 墓所
摂津守の菩提寺である瑞光山正法寺の墓地内の貞盛の石碑有った場所は山腹が崩壊して明らかでない。しかし、法名は過去帳に「当山開基瑞光院前攝州大守高源玄水居士」とあり、摂津守貞盛平氏成りと付記されている。
虎城山城の跡地にある青原寺に家盛の墓と伝えられる石碑が遺されている。

## 家系
- 父.高河原元盛
- 母名前不詳
- 室名前不詳
- 子.高河原帯刀家盛(幼名小源太)
- 子.高河原庄兵衛有盛